# Christopher Díaz (cyclisme)
Pour les articles homonymes, voir Díaz.
Díaz  Sorto est un nom espagnol. Le premier nom de famille, en général paternel, est Díaz ; le second, en général maternel, souvent omis, est Sorto.
Christopher Díaz, né le 11 octobre 2002, est un coureur cycliste hondurien.

## Biographie
En 2019, Christopher Díaz est sacré champion du Honduras du contre-la-montre chez les juniors (moins de 19 ans). En 2021 et 2022, il devient double champion national espoir, dans la course en ligne et le contre-la-montre. Il s'impose par ailleurs sur diverses courses par étapes dans son pays natal. 
En 2023, il devient triple champion national du Honduras, dans le contre-la-montre espoir et la course en ligne (élite et espoir). Il commence également à courir sur le territoire européen en intégrant le club espagnol Arabay Cycling Friendly, basé aux îles Baléares,. Díaz ne délaisse pas pour autant ses études. 

## Palmarès et résultats

### Palmarès par année
- 2019
  -  Champion du Honduras du contre-la-montre juniors
- 2021
  -  Champion du Honduras sur route espoirs
  -  Champion du Honduras du contre-la-montre espoirs
  - Vuelta a Siguatepeque :
    - Classement général
    - 1re étape (contre-la-montre)
- 2022
  -  Champion du Honduras sur route espoirs
  -  Champion du Honduras du contre-la-montre espoirs
  - Vuelta al Lago de Yojoa  :
    - Classement général
    - 1re (contre-la-montre) et 2e étapes

  - 2e du championnat du Honduras du contre-la-montre
  - 2e du championnat du Honduras sur route
- 2023
  -  Champion du Honduras sur route
  -  Champion du Honduras sur route espoirs
  -  Champion du Honduras du contre-la-montre espoirs
  - 1re étape de la Vuelta a Siguatepeque (contre-la-montre)
  - Vuelta al Valle de Sula
- 2024
  - Circuito Fenacih
  - 2e du championnat du Honduras sur route espoirs
  - 3e du championnat du Honduras du contre-la-montre espoirs

### Classements mondiaux
| Année            | 2021 | 2022 | 2023 |
| ---------------- | ---- | ---- | ---- |
| UCI America Tour | 395e | 124e | 89e  |